# Martha Bibescu
Martha Bibescu, nata Lahovary, nota con gli pseudonimi Marthe-Lucie Bibesco e Lucile Decaux (Bucarest, 28 gennaio 1886 – Parigi, 28 novembre 1973), è stata una nobildonna, scrittrice, poetessa, politica e socialite rumena e francese, cavaliere della Legion d'onore.

## Biografia
Martha Lahovary fece parte di una delle più antiche e illustri famiglie rumene della vita politica, diplomatica e culturale del paese.
Figlia di Ion N. Lahovary (o Lahovari) e di Smaranda (Emma) Mavrocordat, fu terza dei cinque figli, tutti morti molto giovani: Ioana "Jeanne", Gheorghe, Magdalena e Margareta, morta suicida a 21 anni.. Sua madre, Smaranda Mavrocordat era discendente del ramo moldavo del domnitor Constantin Mavrocordat e suo padre, Ion N. Lahovary sarà lungo gli anni ministro plenipotenziario della Romania a Parigi, ministro degli esteri e presidente del Senato. Secondo il suo rango e le usanze del tempo, completò la sua educazione con insegnanti privati e governanti, proseguendo la sua formazione in un monastero in Belgio.
Fu una delle prime donne a far parte della massoneria rumena e venne considerata una delle più belle donne rumene all'inizio del XX secolo.
La casa Dior, che la vestì per decenni, al compimento dei suoi 60 anni, realizzò per lei dei vestiti eccentrici, fastose tuniche lunghe che toccavano terra.
Vissuta fino al 1945 tra la Romania (nella residenza di Posada e il Palazzo di Mogoșoaia, la residenza che amò di più) e la Francia, in seguito ai cambiamenti nella vita politica rumena, a settembre del 1945 lasciò il paese natio a bordo di un aereo britannico. Stabilita definitivamente a Parigi nel 1946, dapprima al Ritz e poi nella casa di Antoine, morì nella capitale francese il 28 novembre 1973. Fu sepolta nel cimitero Père-Lachaise a Parigi (no. 6), nella cappella della famiglia Bibescu situata nella parte di nord-est, dove riposa anche Anna de Noailles..

### Vita privata
A 16 anni sposò il principe George Valentin Bibescu, figlio di Valentina Bibescu, contessa di Caraman Chimay e nipote di George Bibescu (domnitor abdicato nel 1848), con il quale ebbe l'unica figlia, chiamata con il nome della nonna. In seguito al matrimonio avvenuto nel 1902, la scrittrice diventò principessa Martha Bibescu, entrando nella stessa famiglia di principi di cui facevano parte Ana-Elisabeta Brâncoveanu, contessa di Noailles (poetessa e cugina di primo grado del marito), Elena Văcărescu (scrittrice anche lei, esiliata da re Carol I in seguito alla storia d'amore con Ferdinand I) e la principessa-pianista Elena Costache Epureanu sposata Bibescu. Ma anche parentele francesi in linea genealogica diretta con Napoleone Bonaparte (la madre della suocera, Émilie de Pellapra, contessa de Brigode e principessa de Chimay, era figlia naturale dell'imperatore e di Émilie-Louise-Marie-Françoise-Josephine de Pellapra).
Non fu un matrimonio felice, nonostante fosse frutto di una grande passione; legati comunque da un sentimento di affetto non divorziarono, ma decisero di vivere vite separate, soprattutto dopo la nascita della figlia nel 1903, che le creò seri problemi di salute. A 17 anni, nel tentativo di consolarsi dall'infedeltà del marito e del conseguente naufragio matrimoniale si rifugiò nell'amore non corrisposto verso l'enigmatico cugino del marito, Emanuel (Emaniol). Figlio di Elena Epureanu e amico d'infanzia, insieme al fratello Antoine (Anton) di Marcel Proust, si tolse la vita in Inghilterra nell'agosto del 1917.
Assieme al marito, aviatore e pilota che diventerà il presidente della Fédération Aéronautique Internationale, e ad un gruppo di amici (tra i quali lo scrittore Claude Aunet), nel 1905 compì un viaggio attraverso la Persia e la Turchia in Mercedes, che le fece scrivere nel 1908 Les Huit paradis (Cele opt paradisuri) e segnò l'inizio del turismo internazionale.
Il libro fu premiato dall'Académie française, circostanza che permise ad Emanuel di presentare a sua cugina il discendente di un'antica famiglia nobiliare, l'aristocratico Charles Louis de Beauvau Craon. Fu l'amore che mise in discussione apertamente il matrimonio con George e per la prima volta Martha pensò al divorzio. Disorientata e incapace di decidere, scelse di sfuggire alla pressione che esercitavano su di lei le due famiglie cercando rifugio in un convento ad Algeri, presso la cugina Ioana Bibescu, madre superiora delle carmelitane. Ma Ioana, dopo la fondazione dell'ordine religioso e dopo aver passato nel convento 18 anni, aveva appena smesso la tonaca per l'amore di Émile Combes. Raggiunta dalla notizia del fidanzamento di Charles con la principessa Eugène Murat, dette seguito al telegramma di George che le annunciava di averle comprato dai cugini Brâncoveanu il Palazzo di Mogoșoaia, che lei aveva sempre desiderato e ritornata in patria, smise di pensare al divorzio.
Il 2 luglio 1941 il principe George Valentin Bibescu morì nella residenza di Mogoșoaia per un cancro polmonare.. Martha annottò nel suo diario: Oggi alle 10 e 20 agonia. Poi ... Tutto quello che ho scritto su di te in questo giorno, quando la mia vita finisce, insieme con la tua, George ..."

### Palazzo Mogoșoaia

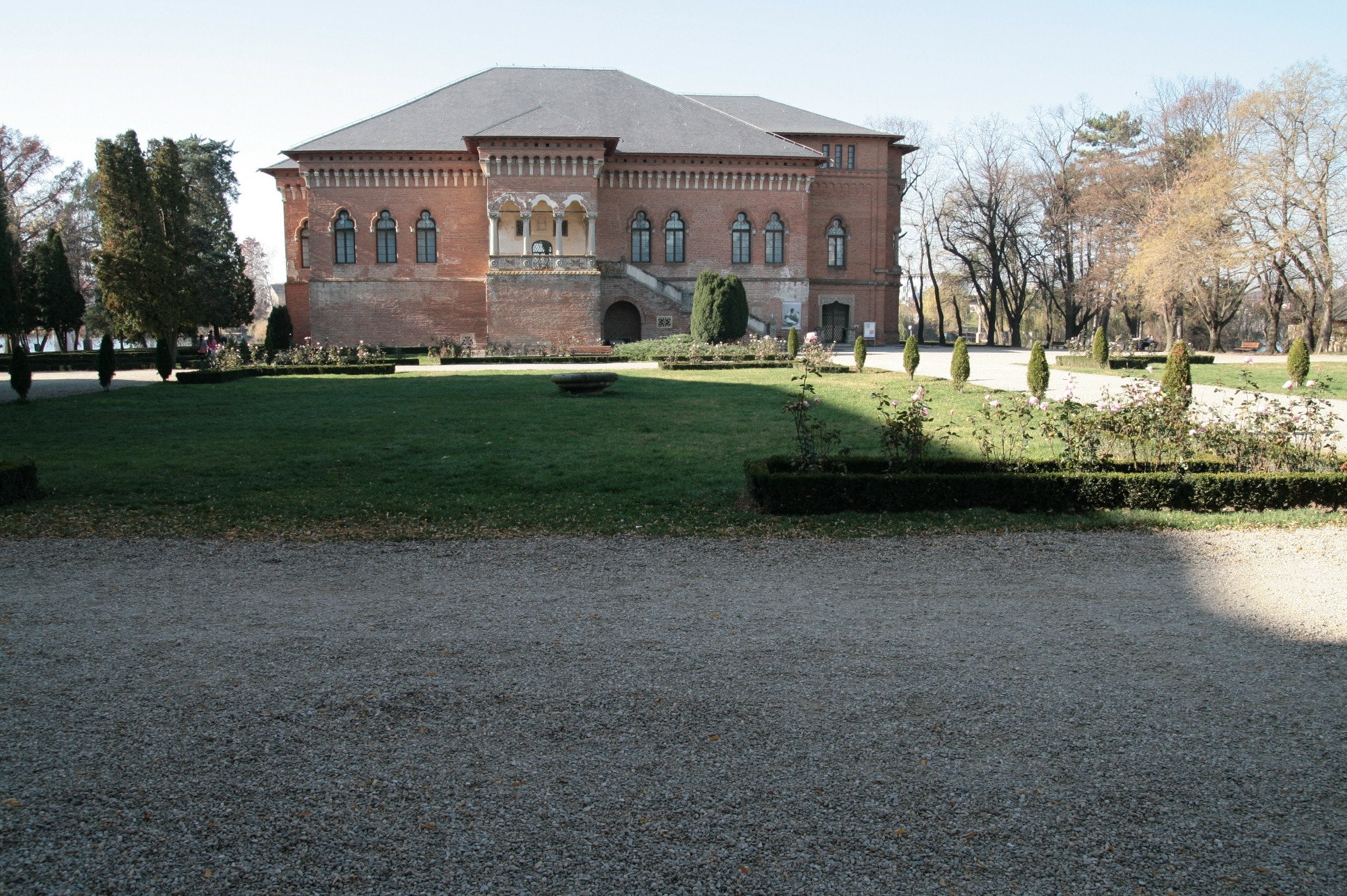
Il complesso del Palazzo di Mogoșoaia

Nel 1912 Martha Bibescu iniziò il restauro del complesso architettonico a circa 15 km di Bucarest, regalatole dal marito l'anno precedente, che comprendeva l'edificio settecentesco di "stile Brâncovenesc" (stile architettonico rinascimentale rumeno). Per questo fece venire l'architetto italiano Domenico Rupolo, grande specialista in restauro, che aveva restaurato la Ca' d'Oro a Venezia e la torre di piazza San Marco. Una volta scoppiata la prima guerra mondiale, i lavori si fermarono e il palazzo venne saccheggiato e quasi completamente distrutto durante i bombardamenti tedeschi. Martha Bibescu vissuta per un po' nel palazzo, investì tutto quello che aveva guadagnato dalla vendita dei libri e della tenuta di Lahovari per restaurare di nuovo il palazzo, lavori che iniziarono nel 1920. Alla fine del 1927, Mogoșoaia ritornò nel suo splendore, completamente restaurato, inizialmente dagli stessi artisti veneziani e in seguito dall'architetto George Matei Cantacuzino, suo nipote e cugino del pittore Theodor Pallady. Il complesso, con i suoi giardini in stile inglese, le serre francesi, la cappella, i pavimenti e la loggia veneziana a tre arcate, diventò sede di molti incontri e visite (furono ospiti il re Ferdinand I, Antoine de Saint-Exupéry, la regina Elisabetta). Lasciato in eredità alla figlia, dopo aver ottenuto la sua iscrizione come monumento storico, venne nazionalizzato nel 1949, diventando per un periodo sede del Museo nazionale d'arte.

## L'impegno sociale e politico
Dal 1916 Martha Bibescu diresse un ospedale per i feriti a Bucarest, sotto l'occupazione tedesca, rivelandosi preziosa fonte di informazioni per il governo rumeno rifugiato a Iași. Zoe Bengescu, la figlia di una delle dame da compagnia della regina Elisabetta e nipote di Titu Maiorescu, scrisse il 1º novembre 1918: In ospedale ero molto ansiosa nei giorni scorsi a causa dell'arresto di Martha Bibescu, la nostra direttrice. Sembra un affare misterioso […].
Non fu solo testimone di grandi eventi (la prima guerra mondiale e la grande unione – "la più piacevole giornata del calendario personale", come annoterà dopo anni - ma anche parte attiva nel loro svolgimento. Dopo tre decenni, con un carattere più maturo e prendendo sul serio il suo ruolo, seguì le orme delle regine Elisabetta e Maria, personificando la figura di madre del soldato rumeno, questa volta in una campagna contro il bolscevismo. Non poté rimanere insensibile alle confessioni di suo nipote, Matei Basarab Brâncoveanu, sulla realtà drammatica vissuta con i compagni del terzo reggimento dell'artiglieria pesante.
Nel 1945, dopo la vittoria degli alleati e subito dopo l'instaurazione al potere del comunismo con il governo di Petru Groza, Martha Bibescu lasciò la Romania e si rifugiò in Inghilterra. Da qui, fece tutto il possibile (vendendo gli smeraldi della famiglia Bibescu, i quadri che le furono regalati, tutti i beni che era riuscita a portare fuori dal paese) per far emigrare la figlia Valentina Bibescu e il genero, il principe John Nicolas Ghika-Comanesti, tutti e due agli arresti domiciliari. L'operazione riuscì nel 1956 e i giovani si trasferirono in una casa comprata da Martha Bibescu per loro in Cornovaglia.
Trasferita definitivamente in Francia, senza beni e vivendo solo grazie alla scrittura, continuò a protestare verso al politica del regime comunista in Romania. Le fu conferito il titolo di Cavaliere del Ordine Nazionale Legion d'onore nel 1962 e fu nominata da Charles de Gaulle consigliere del presidente per gli affari rumeni nel 1963.

## Scrittrice
Dopo aver viaggiato in molti paesi del mondo, tra i quali la Persia e l'Egitto, dove suo marito ricevette una missione diplomatica, Martha Bibescu pubblicò, al suo ritorno in Francia, il suo primo libro: Les Huit Paradis (pubblicato da Hachette nel 1908). Premiato in poco tempo dall'Accademia Francese, questo volume aprirà la strada ad una serie di opere impressionanti, dalle quali non mancheranno i romanzi di ispirazione autobiografica o storica, ricordi di personaggi del passato e contemporanei, note di viaggio, poesie, poemi in prosa, saggi, epistole, una serie di biografie storiche, firmate in parte con lo pseudonimo Lucile Decaux.
Nel 1955 diventò membro dell'Accademia reale di lingua e letteratura francese di Bruxelles, occupando la poltrona numero 37, che fu occupata prima dal canadese Édouard Montpetit e che, dopo la morte di Martha Bibescu, sarà occupata dal celebre storico delle religioni Mircea Eliade. 
Grazie ai cugini del marito, i principi Anton (Antoine) Bibescu e Emanoil (Emanuel) Bibescu, amici d'infanzia di Marcel Proust, incontrò più volte lo scrittore, incontri che furono inseriti nel volume Au bal avec M. Proust (La bal cu M. Proust) del 1928.
Per raccontare le sofferenze inflitte alla società europea dalla seconda guerra mondiale, fondò il giornale intitolato Jurnal politic, di cui frammenti furono pubblicati dalla vecchia Editură politică.

## Opere
- Les Huit paradis, Parigi, 1908;

- edizione (Cele opt raiuri), traduzione di Tudor Nicolaescu, Bucarest, 1946;
- Alexandre Asiatique ou L’Histoire du plus grand bonheur possible, Parigi, 1912;
- Isvor, le pays des saules, I-II, Parigi, 1923;

- edizione (Isvor, tara salciilor), traduzione di Pia Bratianu, prefazione di Mihail Sadoveanu, Bucarest, 1937;
- edizione tradotta di Anca-Maria Christodorescu, prefazione di Maria Braescu, Bucarest, 2000;
- Le Perroquet vert, Parigi, 1924;

- edizione (Papagalul verde), traduzione e prefazione di Constantin Popescu, Bucarest, 1998;
- Catherine-Parigi, Parigi, 1927;

- edizione tradotta di Maria Braescu e Gheorghe Lazarescu, Bucarest, 1996;
- Au bal avec Marcel Proust, Parigi, 1928;

- edizione (La bal cu Marcel Proust), traduzione e prefazione di Tudor Ionescu, Cluj Napoca, 1976;
- La Tourquoise, Parigi, 1928;
- Noblesse di robe, Parigi, 1928;
- Portraits d’hommes, Parigi, 1929;
- Jour d’Egypte, Parigi, 1929;
- La maison du bon Dieu, Parigi, 1929;
- Doua portrete, Bucarest, 1930;
- Pages di Bukovine et di Transylvanie, Parigi, 1930;
- Croisade pour l’anemone, Parigi, 1931;
- Le Destin di lord Thomson of Cardington suivi di Smaranda, Parigi, 1932;

- edizione (Destinul lordului Thomson of Cardington. Smaranda), Bucarest, 1932;
- edizione tradotta da Vasile Zincenco, prefazione di Ion Bulei, Bucarest, 2002;
- Lettres d’une fille di Napoleon, Parigi, 1933;

- edizione (O fiica necunoscuta a lui Napoleon), curata e prefazione di Ion Grecescu, traduzione di Andreea Gheorghitoiu, Bucarest, 1993;
- Egalité, Parigi, 1935;
- Le Rire di la Naiade, Parigi, 1935;
- Un Tendre amour di Napoleon: Marie Walewska, Parigi, 1936;
- Images d’Epinal, Parigi, 1937;
- Katia. Le Demon bleu du tsar Alexandre, Parigi, 1938;

- edizione (Katia. Demonul albastru al tarului Alexandru II), Bucarest, 1991;
- Loulou. Prince imperial, Parigi, 1938;
- Feuilles di calendrier, Parigi, 1939;
- In memoriam: l’abbe Mugnier et lady Leslie, Parigi, 1946;
- Pont l’Abîme ou La Grande passion di la duchesse di Baume, Parigi, 1947;
- Câline ou La Folle equipee di la duchesse di Berry, Parigi, 1948;
- La Vie d’une amitie, I-II, Parigi, 1951-1957;
- Theodora ou Le Cadeau di Dieu, Parigi, 1953;
- Churchill ou Le courage, Parigi, 1956;
- Elisabeth II, Parigi, 1957;
- La Nymphe Europe, I-II, Parigi, 1960-1976;
- Echanges avec Paul Claudel, Parigi, 1972;

- edizione (Corespondenta cu Paul Claudel), traduzione di Maria Braescu e Gheorghe Lazarescu, Bucarest, 1992;
- Jurnal politic. 1939-1941, traduzione e introduzione di Cristian Popisteanu e Nicolae Minei, Bucarest, 1979;
- Imagini di album, traduzione di Elena Bulei, Bucarest, 1998;
- Un sacrificiu regal. Ferdinand al României, traduzione di Maria Braescu, Bucarest, 2000;
- Jurnal 1915, traduzione di Vasile Zincenco, prefazione di Ion Bulei, Bucarest, 2001;
- Jurnal berlinez ’38, curato e tradotto da Dumitru Hâncu, Bucarest, 2001.

## Testimonianze degli contemporanei
(Rainer Maria Rilke)
(Max Jacob)
(François Mauriac)
(Mircea Eliade)
(Tudor Ionescu)
(Șerban Cioculescu)

## Riconoscimenti
- Premio dell'Académie Francaise per Les huit Paradis  (1908).
- Cavaliere della Legion d'onore nel 1962.